# Kościół „Ojcze Nasz” w Jerozolimie
Kościół „Ojcze Nasz” w Jerozolimie lub Kościół Pater Noster, (franc.: Église du Pater Noster) – to nazwa odnosząca się do częściowo odrestaurowanych ruin kościoła bizantyńskiego z IV wieku oraz do pobliskiego klasztornego kościoła katolickiego. Oba obiekty znajdują się na terenie klasztoru karmelitanek na południowym zboczu Góry Oliwnej (Wniebowstąpienia). Klasztor ten zbudowany jest na miejscu, gdzie zgodnie z tradycją Jezus Chrystus nauczał swoich uczniów Modlitwy Pańskiej (Łk 11: 1-4) (łac.: Pater Noster). Kościół i klasztor są od 1901 eksterytorialne i należą do Posiadłości Francji w Ziemi Świętej.

## Opis
Obecny kompleks klasztorny składa się z częściowo odbudowanego kościoła bizantyńskiego z IV–XIV wieku (zostały zrekonstruowane jego schody, absyda i dolny poziom ścian). Pod tym kościołem znajduje się grota z łacińskim napisem nad wejściem:
 Spelunga in qua docebat Dominus apostolos in Monte Oliveti  – Jaskinia, w której Pan nauczał apostołów na Górze Oliwnej.
Do kościoła bizantyńskiego przylega krużganek neogotyckiego klasztoru karmelitanek z 1868, na którego wewnętrznych ścianach znajdują się liczne tablice z płytek ceramicznych, z tekstem modlitwy Ojcze Nasz w ok. 130 językach świata. Tabliczkę w języku polskim ufundowali żołnierze 8 Brygady Strzelców z Armii Polskiej na Wschodzie gen. Andersa, w czasie swojego przemarszu przez Palestynę w 1942 r. Dalej położone są budynki klasztorne z kościołem klasztornym. Nad klasztorem dominuje wysoka dzwonnica pobliskiego prawosławnego Monasteru Wniebowstąpienia Pańskiego na Górze Oliwnej.

## Historia
W miejscu tym, zwanym Eleona (z greckiego elaiōn – „gaj oliwny”), w IV wieku cesarz Konstantyn I Wielki kazał zbudować tzw. Kościół Uczniów Chrystusa. Pochowano w nim 13 biskupów i patriarchów Jerozolimy, takich jak: Cyryl Jerozolimski i Modest (patriarcha Jerozolimy). Był wielokrotnie niszczony i potem odbudowywany:
- w 614 kościół spalili Persowie;
- ponownie zniszczyli Arabowie w 638;
- kalif Al-Hakim bi-Amr Allah zburzył go w 1009.

Odbudowany przez krzyżowców w 1152, ponownie popadł w ruinę między XII a XIV wiekiem.
W 1856 ruiny kościoła odkupiła księżna Helojza de la Tour d’Auvergne i w 1868 przy pomocy o. Alfonsa Ratisbonne ufundowała tu kościół i klasztor, przypuszczalnie wg projektu E. Viollet-le-Duca, dla zakonu karmelitanek. Księżna finansowała również szeroko zakrojone badania archeologiczne i podarowała cały teren Francji. W 1874 część terenu przejęli ojcowie Biali. W latach 1915–1927 kościół bizantyński z IV–XIV wieku częściowo odbudowano.

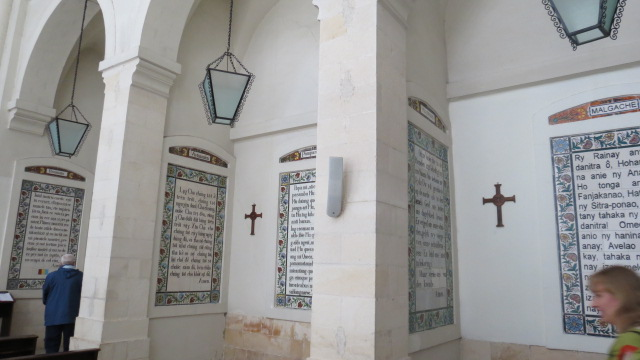
Krużganek klasztorny z tablicami z tekstem Modlitwy Pańskiej w różnych językach
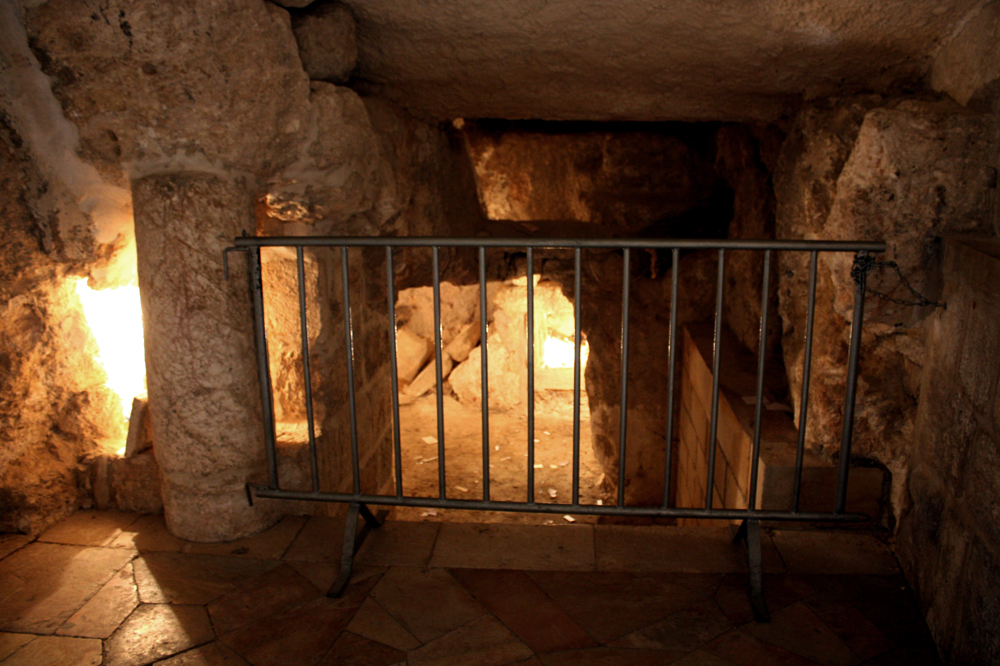
Wnętrze groty pod kościołem
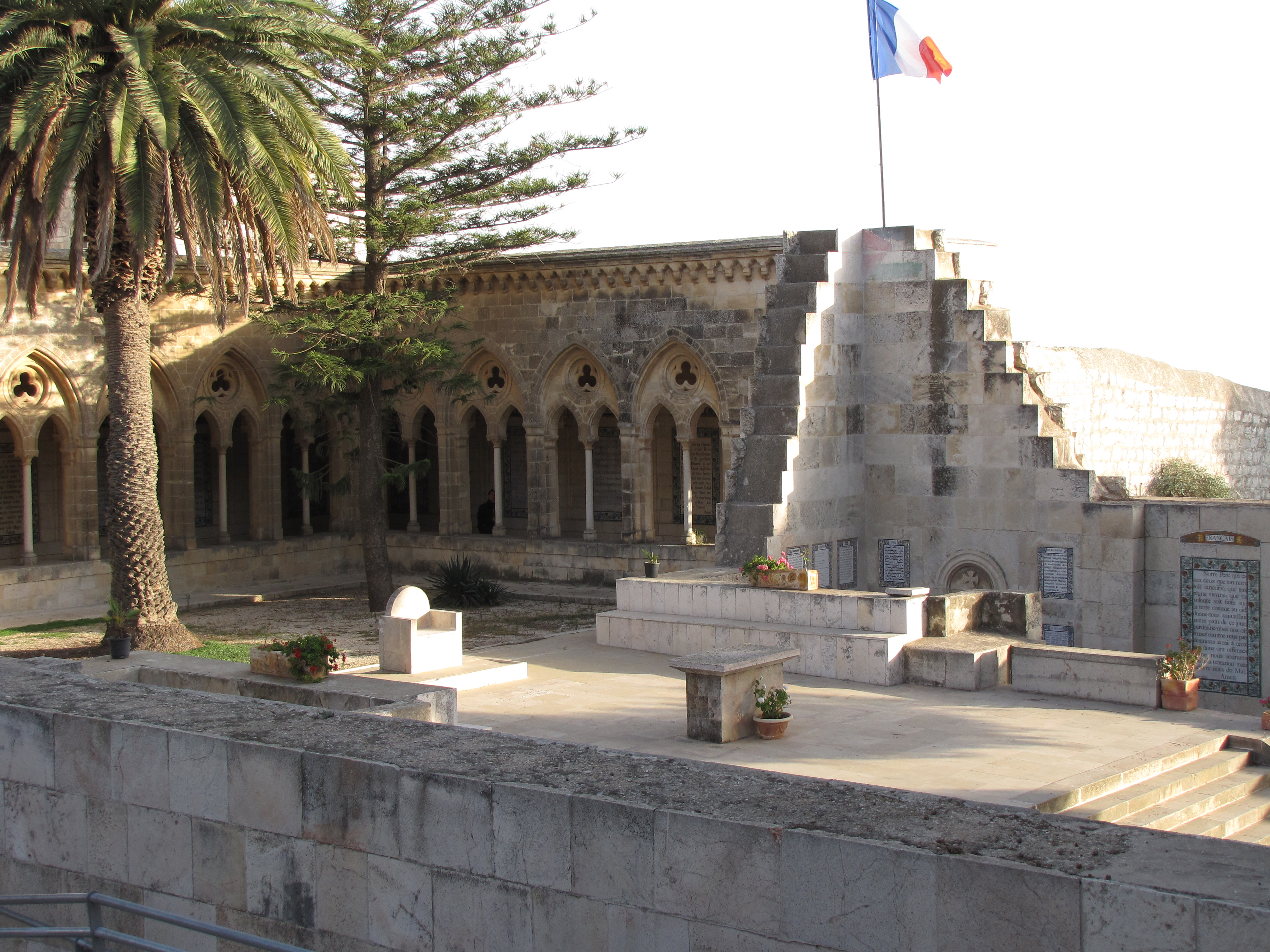
Absyda kościoła bizantyńskiego